# 1551
Il 1551 (MDLI in numeri romani) è un anno  del XVI secolo.

## Eventi
- 27 giugno – Con l'Editto di Châteaubriant il sovrano francese Enrico II prende severe misure contro i Protestanti dichiarandoli eretici.
- I Turchi falliscono l'impresa di conquistare l'isola di Malta.
- A Ottobre i principi luterani cominciano a discutere per costruire una alleanza con la Francia di Enrico II.

## Nati

### Gennaio
- 1º gennaio - Fausto Veranzio, letterato, filosofo e storico dalmata († 1617)
- 17 gennaio - Minuccio Minucci, arcivescovo cattolico italiano († 1604)
- 26 gennaio - Leonardo Mocenigo, politico italiano († 1627)

### Marzo
- 9 marzo - Alessandro Alberti, pittore italiano († 1596)
- 21 marzo - Maria Anna di Baviera, principessa († 1608)
- 28 marzo - Giulio Sansedoni, vescovo cattolico italiano († 1625)

### Aprile
- 20 aprile - Carlo Gonzaga, nobile († 1614)
- 30 aprile - Jacopo Chimenti, pittore italiano († 1640)

### Maggio
- 17 maggio - Martin Delrio, umanista e teologo fiammingo († 1608)

### Giugno
- 19 giugno - Domenico Ginnasi, cardinale e arcivescovo cattolico italiano († 1639)

### Luglio
- 7 luglio - Bonviso Bonvisi, cardinale e arcivescovo cattolico italiano († 1603)
- 22 luglio - Jean Héroard, medico, veterinario e anatomista francese († 1628)

### Settembre
- 6 settembre - Aoyama Tadanari, militare giapponese († 1613)
- 19 settembre - Enrico III di Francia, re († 1589)

### Ottobre
- 8 ottobre - Giulio Caccini, compositore e cantore italiano († 1618)
- 26 ottobre - Charlotte de Sauve, nobildonna francese († 1617)
- 28 ottobre - Ludovico III de Torres, cardinale e arcivescovo cattolico italiano († 1609)

### Novembre
- 11 novembre - Giovanni I Corner, doge († 1629)

### Dicembre
- 27 dicembre - Innocenzo Martini, pittore italiano († 1623)

### Senza giorno specificato
- Beltrán de la Cueva, politico spagnolo († 1612)
- Giobbe di Počaïv, monaco cristiano ucraino († 1651)
- Giovanni Agostino Adorno, religioso italiano († 1591)
- Enrico d'Angoulême, duca francese († 1586)
- Luigi Benfatto, pittore italiano († 1611)
- Michele II Bonelli, militare italiano († 1604)
- Fabrizio Branciforte, nobile e politico italiano († 1624)
- Philippe Canaye, giurista francese († 1610)
- Girolamo Canini, linguista e presbitero italiano († 1631)
- Eugenio Cattaneo, vescovo cattolico italiano († 1608)
- Scipione Cerreto, teorico musicale, compositore e liutista italiano († 1633)
- John de Critz, pittore fiammingo († 1642)
- Filippo Ferrari, cosmografo, matematico e teologo italiano († 1626)
- Anastasio Germonio, arcivescovo cattolico, giurista e diplomatico italiano († 1627)
- Ğazı II Giray († 1607)
- Juan Jiménez de Montalvo,  spagnolo
- Nikolaus Leuw, politico, condottiero e agricoltore svizzero († 1612)
- Alessandro Luzzago, teologo, filosofo e educatore italiano († 1602)
- Agnese di Mansfeld-Eisleben, nobile tedesco († 1637)
- Mōri Motokiyo, militare giapponese († 1597)
- Giovanni Battista Natolini, tipografo e scrittore italiano († 1609)
- Maddalena di Neuenahr-Alpen, nobile tedesco († 1626)
- Pietro Paolo Olivieri, scultore e architetto italiano († 1599)
- Cinzio Passeri Aldobrandini, cardinale e mecenate italiano († 1610)
- Antoine de Paule, militare francese († 1636)
- Lelio Pellegrini, letterato e filosofo italiano († 1602)
- Frances Radclyffe, nobildonna inglese († 1602)
- Manuel Rodríguez, teologo portoghese († 1619)
- Francisco Sanches, medico, filosofo e matematico portoghese († 1623)
- Ercole Sassonia, medico italiano († 1607)
- Adolfo di Schwarzenberg, militare e nobile austriaco († 1600)
- Giulio Thiene, nobile († 1619)
- Toki Sadamasa, militare giapponese († 1597)
- Maria van Utrecht, nobildonna olandese († 1629)
- Tiburzio Vergelli, scultore italiano († 1609)
- Lazare Zetzner, editore e tipografo francese († 1616)
- Juan de Zúñiga y Avellaneda, nobile spagnolo († 1608)
- Diego de Torres y Bollo, gesuita spagnolo († 1638)

## Morti

### Gennaio
- 17 gennaio - Pedro Mexía, scrittore spagnolo (n. 1497)
- 30 gennaio - Andrea Corner, cardinale e vescovo cattolico italiano (n. 1511)

### Febbraio
- 28 febbraio - Martin Bucer, teologo tedesco (n. 1491)

### Marzo
- 4 marzo - Ubaldino Bandinelli, vescovo cattolico italiano (n. 1494)

### Aprile
- 6 aprile - Joachim Vadiano, umanista svizzero (n. 1484)
- 8 aprile - Oda Nobuhide, militare giapponese (n. 1510)
- 21 aprile - Sebastián de Belalcázar, esploratore spagnolo (n. 1480)

### Maggio
- 6 maggio - Giovanni Battista Monte, medico e umanista italiano (n. 1489)
- 8 maggio - Barbara Radziwiłł, sovrana lituana (n. 1520)
- 17 maggio - Sin Saimdang, poetessa e calligrafa coreana (n. 1504)
- 18 maggio - Domenico Beccafumi, pittore e scultore italiano (n. 1486)
- 18 maggio - Johann von der Recke (n. 1480)
- 23 maggio - Giorgio Siculo, monaco cristiano e teologo italiano
- 31 maggio - Bastiano da Sangallo, architetto, scenografo e pittore italiano (n. 1481)

### Giugno
- 24 giugno - Charles II de Croÿ, nobile belga (n. 1522)

### Luglio
- 4 luglio - Gregory Cromwell, I barone Cromwell, nobile inglese (n. 1520)
- 5 luglio - Francesco Cigalini, umanista, medico e astrologo italiano (n. 1489)
- 11 luglio - Gerolamo Genga, pittore, architetto e scultore italiano (n. 1476)
- 13 luglio - John Wallop, nobile, militare e diplomatico inglese

### Agosto
- 8 agosto - Tomás de Berlanga, vescovo cattolico e esploratore spagnolo (n. 1486)
- 24 agosto - Fabrizio Colonna, condottiero italiano (n. 1525)
- 26 agosto - Margherita Leijonhufvud, regina svedese (n. 1516)

### Settembre
- 1º settembre - François de Connan, giurista francese (n. 1508)
- 5 settembre - Giovan Giacomo Passeri, francescano italiano
- 22 settembre - Francesco III d'Orléans-Longueville, conte francese (n. 1535)
- 30 settembre - Ōuchi Yoshitaka, militare giapponese (n. 1507)

### Novembre
- 20 novembre - Hindal Mirza, principe indiano (n. 1519)

### Dicembre
- 9 dicembre - Scipione Capece, giurista e poeta italiano
- 16 dicembre - Giorgio Martinuzzi, cardinale, arcivescovo cattolico e politico ungherese (n. 1482)

### Senza giorno specificato
- Sahib I Giray (n. 1501)
- Jean Ango, armatore francese (n. 1480)
- Alice Arden, assassina inglese (n. 1516)
- Vincenzo de Barberis, pittore italiano
- Filippo Bon, vescovo cattolico italiano
- Giuliano Brigantino, religioso e teologo italiano
- Anthony Glaser, pittore svizzero (n. 1490)
- Luigi Guicciardini, politico italiano (n. 1478)
- Adriaen Isenbrant, pittore fiammingo
- Luis Lobera de Ávila, medico spagnolo
- Giovanni Matteo Lucifero, vescovo cattolico italiano (n. 1496)
- François Marchand, scultore francese (n. 1500)
- Nasu Takasuke, militare giapponese (n. 1520)
- Ludovico Pasquali, letterato, poeta e umanista italiano (n. 1500)
- Sagara Taketō, militare giapponese (n. 1498)
- Maddalena Sanseverino, nobildonna italiana (n. 1520)
- Christoph Schappeler, religioso svizzero (n. 1472)
- Francysk Skaryna, linguista, traduttore e umanista bielorusso (n. 1490)
- Niccolò Soggi, pittore italiano (n. 1479)
- Dietrich Westhoff, storico tedesco (n. 1509)
- Francesco d'Agnolo, pittore italiano
- Olimpia da Correggio, nobile italiana

## Calendario
| Calendario 1551 | Calendario 1551 | Calendario 1551 | Calendario 1551 | Calendario 1551 | Calendario 1551 | Calendario 1551 | Calendario 1551 | Calendario 1551 | Calendario 1551 | Calendario 1551 | Calendario 1551 | Calendario 1551 | Calendario 1551 | Calendario 1551 | Calendario 1551 | Calendario 1551 | Calendario 1551 | Calendario 1551 | Calendario 1551 | Calendario 1551 | Calendario 1551 | Calendario 1551 | Calendario 1551 | Calendario 1551 | Calendario 1551 | Calendario 1551 | Calendario 1551 | Calendario 1551 | Calendario 1551 | Calendario 1551 | Calendario 1551 | Calendario 1551 |
| --------------- | --------------- | --------------- | --------------- | --------------- | --------------- | --------------- | --------------- | --------------- | --------------- | --------------- | --------------- | --------------- | --------------- | --------------- | --------------- | --------------- | --------------- | --------------- | --------------- | --------------- | --------------- | --------------- | --------------- | --------------- | --------------- | --------------- | --------------- | --------------- | --------------- | --------------- | --------------- | --------------- |
|                 | 1               | 2               | 3               | 4               | 5               | 6               | 7               | 8               | 9               | 10              | 11              | 12              | 13              | 14              | 15              | 16              | 17              | 18              | 19              | 20              | 21              | 22              | 23              | 24              | 25              | 26              | 27              | 28              | 29              | 30              | 31              |                 |
| Gennaio         | Gi              | Ve              | Sa              | Do              | Lu              | Ma              | Me              | Gi              | Ve              | Sa              | Do              | Lu              | Ma              | Me              | Gi              | Ve              | Sa              | Do              | Lu              | Ma              | Me              | Gi              | Ve              | Sa              | Do              | Lu              | Ma              | Me              | Gi              | Ve              | Sa              |                 |
| Febbraio        | Do              | Lu              | Ma              | Me              | Gi              | Ve              | Sa              | Do              | Lu              | Ma              | Me              | Gi              | Ve              | Sa              | Do              | Lu              | Ma              | Me              | Gi              | Ve              | Sa              | Do              | Lu              | Ma              | Me              | Gi              | Ve              | Sa              |                 |                 |                 |                 |
| Marzo           | Do              | Lu              | Ma              | Me              | Gi              | Ve              | Sa              | Do              | Lu              | Ma              | Me              | Gi              | Ve              | Sa              | Do              | Lu              | Ma              | Me              | Gi              | Ve              | Sa              | Do              | Lu              | Ma              | Me              | Gi              | Ve              | Sa              | Do              | Lu              | Ma              |                 |
| Aprile          | Me              | Gi              | Ve              | Sa              | Do              | Lu              | Ma              | Me              | Gi              | Ve              | Sa              | Do              | Lu              | Ma              | Me              | Gi              | Ve              | Sa              | Do              | Lu              | Ma              | Me              | Gi              | Ve              | Sa              | Do              | Lu              | Ma              | Me              | Gi              |                 |                 |
| Maggio          | Ve              | Sa              | Do              | Lu              | Ma              | Me              | Gi              | Ve              | Sa              | Do              | Lu              | Ma              | Me              | Gi              | Ve              | Sa              | Do              | Lu              | Ma              | Me              | Gi              | Ve              | Sa              | Do              | Lu              | Ma              | Me              | Gi              | Ve              | Sa              | Do              |                 |
| Giugno          | Lu              | Ma              | Me              | Gi              | Ve              | Sa              | Do              | Lu              | Ma              | Me              | Gi              | Ve              | Sa              | Do              | Lu              | Ma              | Me              | Gi              | Ve              | Sa              | Do              | Lu              | Ma              | Me              | Gi              | Ve              | Sa              | Do              | Lu              | Ma              |                 |                 |
| Luglio          | Me              | Gi              | Ve              | Sa              | Do              | Lu              | Ma              | Me              | Gi              | Ve              | Sa              | Do              | Lu              | Ma              | Me              | Gi              | Ve              | Sa              | Do              | Lu              | Ma              | Me              | Gi              | Ve              | Sa              | Do              | Lu              | Ma              | Me              | Gi              | Ve              |                 |
| Agosto          | Sa              | Do              | Lu              | Ma              | Me              | Gi              | Ve              | Sa              | Do              | Lu              | Ma              | Me              | Gi              | Ve              | Sa              | Do              | Lu              | Ma              | Me              | Gi              | Ve              | Sa              | Do              | Lu              | Ma              | Me              | Gi              | Ve              | Sa              | Do              | Lu              |                 |
| Settembre       | Ma              | Me              | Gi              | Ve              | Sa              | Do              | Lu              | Ma              | Me              | Gi              | Ve              | Sa              | Do              | Lu              | Ma              | Me              | Gi              | Ve              | Sa              | Do              | Lu              | Ma              | Me              | Gi              | Ve              | Sa              | Do              | Lu              | Ma              | Me              |                 |                 |
| Ottobre         | Gi              | Ve              | Sa              | Do              | Lu              | Ma              | Me              | Gi              | Ve              | Sa              | Do              | Lu              | Ma              | Me              | Gi              | Ve              | Sa              | Do              | Lu              | Ma              | Me              | Gi              | Ve              | Sa              | Do              | Lu              | Ma              | Me              | Gi              | Ve              | Sa              |                 |
| Novembre        | Do              | Lu              | Ma              | Me              | Gi              | Ve              | Sa              | Do              | Lu              | Ma              | Me              | Gi              | Ve              | Sa              | Do              | Lu              | Ma              | Me              | Gi              | Ve              | Sa              | Do              | Lu              | Ma              | Me              | Gi              | Ve              | Sa              | Do              | Lu              |                 |                 |
| Dicembre        | Ma              | Me              | Gi              | Ve              | Sa              | Do              | Lu              | Ma              | Me              | Gi              | Ve              | Sa              | Do              | Lu              | Ma              | Me              | Gi              | Ve              | Sa              | Do              | Lu              | Ma              | Me              | Gi              | Ve              | Sa              | Do              | Lu              | Ma              | Me              | Gi              |                 |